# Legure aluminijum-litijum
Legure aluminijum-litijum (Al–Li legure) su skup legura aluminijuma i litijuma, često uključujući bakar i cirkonijum. Pošto je litijum elementarni metal najmanje gustine, ove legure su znatno manje guste od aluminijuma. Komercijalne legure Al–Li sadrže do 2,45% litijuma po masi.

## Kristalna struktura
Legiranje sa litijumom smanjuje strukturnu masu putem tri efekta:
PremeštajAtom litijuma je lakši od atoma aluminijuma; svaki atom litijuma tada pomera jedan atom aluminijuma iz kristalne rešetke dok održava strukturu rešetke. Svaki 1% masenog dodatka litijuma aluminijumu smanjuje gustinu nastale legure za 3% i povećava krutost za 5%. Ovaj efekat funkcioniše do granice rastvorljivosti litijuma u aluminijumu, koja iznosi 4,2%.
StvrdnjavanjeUvođenje druge vrste atoma u kristal napreže rešetku, što pomaže u blokiranju dislokacija. Dobijeni materijal je tako jači, što omogućava da se manje koristi.
Stvrdnjavanje precipitacijomKada se pravilno odleži, litijum formira metastabilnu Al3Li fazu (δ') sa koherentnom kristalnom strukturom. Ovi precipitati ojačavaju metal ometajući kretanje dislokacije tokom deformacije. Međutim, precipitati nisu stabilni, i mora se voditi računa da se spreči prekomerno starenje sa formiranjem stabilne AlLi (β) faze. Ovo takođe proizvodi zone bez taloga (PFZ) tipično na granicama zrna i može smanjiti otpornost legure na koroziju.
Kristalna struktura za Al3Li i Al–Li, iako je zasnovana na FCC kristalnom sistemu, veoma se razlikuje. Al3Li pokazuje strukturu rešetke gotovo iste veličine kao čisti aluminijum, osim što su atomi litijuma prisutni u uglovima jedinične ćelije. Struktura Al3Li je poznata kao AuCu3, L12 ili Pm3m i ima parametar rešetke od 4,01 Å. Al–Li struktura je poznata kao struktura NaTl, B32 ili Fd3m, koja je napravljena i od litijuma i od aluminijuma, pretpostavljajući dijamantske strukture i ima parametar rešetke od 6,37 Å. Interatomski razmak za Al–Li (3,19 Å) je manji od čistog litijuma ili aluminijuma.

## Literatura
- Grushko, Olga; Ovsyannikov, Boris; Ovchinnokov, Viktor (2016).  Eskin, D. G., ур. Aluminum-Lithium Alloys: Process Metallurgy, Physical Metallurgy, and Welding. Advances in metallic alloys. 8. CRC Press/Taylor & Francis Group. ISBN 9781498737173. OCLC 943678703. doi:10.1201/9781315369525.
- Eswara Prasad, N.; Gokhale, Amol A.; Wanhill, R. J. H., ур. (2014). Aluminum-Lithium Alloys: Processing, Properties, and Applications. Elsevier/Butteworth-Heinemann (објављено 20. 9. 2013). ISBN 978-0-12-401698-9. OCLC 871759610. doi:10.1016/C2012-0-00394-8.

## Spoljašnje veze
- Richardson, Mike (14. 10. 2012). „Lithium cures the woes of aluminium producers”. Aerospace Manufacturing. OCLC 907578912. Архивирано из оригинала 9. 3. 2019. г.
- „Will Aluminum-Lithium Beat Composites for Narrow Body Airliners?”. GLG News. 18. 10. 2010. Архивирано из оригинала 7. 3. 2019. г. Приступљено 7. 3. 2019 — преко AirInsight Group, LLC.